# Raed Arafat
Raed Arafat (Damasco, 24 maggio 1964) è un medico e politico rumeno di origine palestinese nato in Siria.
Trasferitosi in Romania dalla Cisgiordania nel 1981, si laureò in medicina e divenne uno dei massimi esperti di medicina d'urgenza a livello europeo. Nel 1990 pose le basi a Târgu Mureș per la fondazione del Servizio medico urgente di rianimazione ed estricazione (SMURD), servizio di primo soccorso per situazioni di particolare urgenza parallelo a quello gestito dal servizio sanitario nazionale, che nel 2007 fu esteso a tutto il paese.
In seguito all'ampliamento del raggio di azione dello SMURD, dal 2007 al 2014 Arafat fu sottosegretario e segretario di stato presso il ministero della salute. Nel 2012 fu al centro delle polemiche per la sua ferma opposizione alla riforma della sanità progettata dal governo di Emil Boc e sostenuta dal presidente della repubblica Traian Băsescu, divenendo un personaggio simbolo delle proteste in Romania di quell'anno. Per un breve periodo fu anche ministro della salute sotto il governo Ponta I nel 2012.
Nel 2014 fu indicato come segretario di stato del ministero degli interni, rivestendo la funzione di capo del neonato Dipartimento per le situazioni di urgenza (DSU), organo di coordinamento generale tra l'Ispettorato per le situazioni di urgenza, l'Ispettorato generale per l'aviazione e le unità di pronto intervento sul territorio.

## Primi anni e formazione
Raed Arafat nacque in Siria da una coppia palestinese e crebbe nella città di Nablus in Cisgiordania. Adolescente, insieme ai compagni di classe, negli anni settanta creò un'équipe di primo soccorso, della quale fu coordinatore. Nel 1981, ad appena 17 anni, si trasferì in Romania per studiare medicina. Il paese, allora guidato dal dittatore Nicolae Ceaușescu, aveva organizzato un programma di accoglienza per gli studenti provenienti dai paesi islamici e fu la nazione che per prima accettò la sua domanda di ammissione all'università. Studiò lingua romena a Pitești in Muntenia e, successivamente, si spostò a Cluj-Napoca in Transilvania.
Frequentò l'Università di medicina e farmacia di Cluj-Napoca, conseguendo la laurea in medicina generale nel 1989. Dopo la laurea pensò di proseguire gli studi in Francia, ma lo scoppio della rivoluzione romena del 1989 rallentò il processo di rilascio dei visti. Nel 1991 iniziò, quindi, la specializzazione (in rumeno: rezidențiat) in anestesia e terapia intensiva presso l'ospedale distrettuale di Cluj e, dopo sei mesi, in concomitanza con l'apertura della sezione di medicina d'urgenza, si trasferì presso l'ospedale distrettuale di Târgu Mureș. Completò la specializzazione nel 1994 e fu poi medico specialista in medicina d'urgenza presso la stessa struttura. Ottenne la cittadinanza rumena nel 1999.

## Attività professionale

### Creazione dello SMURD
Durante la specializzazione, già nel 1990, fu fondatore e coordinatore dell'associazione di volontariato medico del Servizio medico urgente di rianimazione (SMUR), embrione del successivo Servizio medico urgente di rianimazione ed estricazione (rumeno: Serviciul medical de urgență, reanimare și descarcerare), conosciuto con la sigla SMURD. Si trattò, di fatto, di un progetto di collaborazione tra l'ospedale distrettuale di Târgu Mureș (che garantiva le conoscenze a livello medico) e i vigili del fuoco della stessa città (esperti a livello operativo), che si basava su donazioni di fondi, apparecchiature e mezzi da altre associazioni, da enti pubblici o da aziende ospedaliere estere (principalmente Regno Unito, Norvegia e Francia). Lo scopo era quello di fornire assistenza medica preospedaliera di primo soccorso sul luogo in cui si trovava il paziente, elemento di assoluta novità per la Romania postrivoluzionaria. Composto inizialmente da soli volontari, principalmente studenti dell'università di Târgu Mureș, vista la sua crescita nel 1997 integrò anche specialisti retribuiti. Un costante sviluppo dello SMURD garantì sempre maggiori collaborazioni con ospedali stranieri finalizzate alla formazione del personale e all'acquisizione di nuovi mezzi (navali, aerei, ampliamento parco ambulanze) e strutture. Con il tempo lo SMURD riuscì ad affermarsi nella città di Târgu Mureș come importante servizio di soccorso al fianco delle ambulanze pubbliche, dei pompieri e della polizia.
Nel 2007 il ministero della salute riconobbe gli sforzi ed implementò il programma a livello nazionale, permettendo l'espansione dello SMURD anche in altri distretti. Nel 2009 nella sola Bucarest erano presenti 20 unità (4 di rianimazione e 16 di primo soccorso) attive 24 ore su 24.

### Attività professionale e corsi di specializzazione
Al fianco delle attività di medico dell'ospedale di Târgu Mureș e di coordinatore dello SMURD partecipò, negli anni, a numerosi corsi di perfezionamento in Romania e all'estero nel campo del pronto intervento e della medicina d'urgenza e delle catastrofi. Prese parte a corsi tecnico-pratici organizzati dalla Società romena di medicina di urgenza e delle catastrofi (SMUCR), dall'università di medicina di Târgu Mureș, dal Royal Infirmary di Edimburgo, dal Memorial Hospital di Chicago, dai vigili del fuoco di Parigi, dal servizio di pronto soccorso aereo norvegese, dall'esercito norvegese e dal National Guard of the United States.
Dal 1991 al 1999 Arafat fu segretario generale e membro fondatore della Società romena per la medicina d'urgenza e delle catastrofi (SMUCR), divenendone presidente nel 1999. Dal 1998, inoltre, fu membro della commissione di medicina d'urgenza del ministero della salute e, tra il 1999 e il 2001, presidente dell'ufficio di garanzia di qualità della medicina d'urgenza gestito dalla direzione della salute pubblica del distretto di Mureș.
Nel 2003 conseguì un master europeo in medicina delle catastrofi organizzato dall'Université libre de Bruxelles e dall'Università degli Studi del Piemonte Orientale Amedeo Avogadro.
Negli stessi anni fu consulente esterno per diversi programmi finalizzati al miglioramento della medicina d'urgenza nel mondo organizzati dalla Banca Mondiale, dall'Organizzazione mondiale della sanità e dalla NATO.
Nel 2003 fu insignito del grado di cavaliere del più alto riconoscimento presidenziale, l'Ordine nazionale al merito e nel 2005 ne fu nominato ufficiale.
Nel 2007, lasciato l'incarico di medico dello SMURD per assumere quello ministeriale, fu presidente della neonata Fondazione SMURD, che raccoglieva fondi per lo sviluppo del servizio di primo soccorso.
Conferenziere e massimo esperto di medicina d'urgenza, a livello accademico fu nominato professore honoris causa dall'Università Babeș-Bolyai di Cluj-Napoca (2014) e fu visiting professor presso l'Università di medicina e farmacia Victor Babeș di Timișoara (2010) e presso l'Università di Medicina e Farmacia "Grigore T. Popa" di Iași (2014). Tra il 2006 e il 2014 rivestì il ruolo di relatore di tesi di laurea presso l'Università di medicina e farmacia di Cluj-Napoca.
Tra gli altri incarichi professionali fu membro onorario dell'Accademia americana di medicina d'urgenza (AAEM), della Società francese per la medicina d'urgenza e delle catastrofi e della Società europea per la medicina d'urgenza (EUSEM), in cui prese parte al comitato esecutivo (tra il 2007 e il 2012) e ne assunse poi la funzione di presidente (2012).
Dal 2015 fu vicepresidente della Croce rossa romena.

## Carriera politica

### Sottosegretario del ministero della salute
Nel 2007 lasciò Târgu Mureș e si trasferì nella capitale Bucarest, poiché il 23 agosto 2007 il presidente del consiglio Călin Popescu Tăriceanu (PNL), in riconoscimento dei successi dello SMURD, lo nominò sottosegretario di stato del ministero della salute condotto da Eugen Nicolăescu (PNL) Gli furono affidati i compiti di organizzazione delle attività di assistenza medica d'urgenza, di coordinamento del centro operativo per le situazioni d'emergenza e di monitoraggio del lavoro svolto dalle unità di pronto intervento sanitario e dallo SMURD. Arafat venne riconfermato nello stesso ruolo anche nei successivi governi Boc I (2008-2009) e Boc II (2010-2012).
Nel 2010, in seguito alla chiamata di intervento degli uomini dello SMURD, in occasione di un incendio avvenuto all'ospedale neonatale Giulești di Bucarest (che costò 6 morti), Arafat si presentò direttamente sul luogo dell'incidente per coordinare le operazioni in prima persona. Nei giorni successivi il nome di Arafat fu avanzato come quello di possibile ministro della salute in sostituzione di Attila Cseke (UDMR). Pur valutando l'opzione, il ministro, tuttavia, non rassegnò le proprie dimissioni e avviò un'indagine per accertare le responsabilità della tragedia. Lo stesso Arafat, in ogni caso, ribadì che non era interessato alla posizione di ministro e che avrebbe preferito continuare nella gestione delle emergenze sul campo.

### Ruolo nelle proteste del 2012
Ad inizio del 2012, in attuazione di diverse politiche di austerity, il presidente del consiglio Emil Boc (PD-L) preparò un progetto di riforma del sistema sanitario che prevedeva la privatizzazione di molte strutture pubbliche, mirata a rafforzare l'intervento del settore privato e delle assicurazioni sanitarie. Arafat si oppose duramente alla riforma, sostenendo che questa avrebbe distrutto il sistema di finanziamento pubblico alla sanità, con il rischio concreto di giungere ad un punto in cui meno abbienti non avrebbero potuto avere accesso alle cure. Il 9 gennaio 2012 Arafat partecipò ad una trasmissione televisiva reiterando tali critiche. Nel corso del programma, il presidente Traian Băsescu intervenne telefonicamente, accusando il sottosegretario di essere nemico della riforma e di raccontare bugie alla popolazione, nonché di non essere in grado di esprimere il proprio parere all'interno delle apposite strutture istituzionali. La forza dello scandalo spinse Arafat a rassegnare le dimissioni il giorno successivo, malgrado i tentativi del ministro della salute Ladislau Ritli (UDMR) di spingerlo a rivalutare la decisione. Al suo posto fu nominato il primario dell'ospedale universitario d'urgenza di Bucarest (SUUB) Andrei Georgescu.
Nel contesto di un paese stremato dagli effetti della grande recessione economica degli anni 2010, le dimissioni di Arafat furono il fattore scatenante di ampie proteste antigovernative e antipresidenziali che esplosero già nella sera del 12 gennaio. Mentre i manifestanti espressero il loro sostegno nei confronti di Arafat, per provare a dare un freno alla situazione, Băsescu annunciò una revisione della futura riforma della sanità e richiamò Arafat al suo ruolo il 17 gennaio, ad appena una settimana dalle dimissioni. Le proteste per la crisi, tuttavia, non si placarono e portarono, in ultima istanza, alle dimissioni del premier Emil Boc (febbraio 2012) e del suo successore Mihai Răzvan Ungureanu (aprile 2012), mentre Arafat ottenne la riconferma dell'incarico di sottosegretario anche nel successivo governo Ponta I (PSD), esecutivo che riuniva un'ampia coalizione politica avversaria di Băsescu.
Il 1º ottobre 2012, in seguito alle indagini dell'Agenzia nazionale per l'integrità (ANI), il ministro della salute Vasile Cepoi (indipendente) fu costretto alle dimissioni poiché, nel periodo in cui era stato direttore della direzione di salute pubblica di Iași, erano stati rilevati gli estremi per un conflitto di interessi, per reati di corruzione e altre infrazioni che avevano arrecato danni economici alla comunità europea. Al suo posto, dopo un breve periodo ad interim del premier Victor Ponta, il 7 novembre 2012 Raed Arafat assunse l'incarico di ministro della salute. Durante la cerimonia di investitura, Băsescu lo pregò di portare a termine la riforma della sanità. Il mandato, tuttavia, si interruppe dopo appena un mese in quanto, dopo le elezioni del 2012, in dicembre Eugen Nicolăescu (PNL) fu indicato come nuovo ministro nel quadro del governo Ponta II.
Nel nuovo governo, Arafat fu promosso al ruolo di segretario di stato del ministero della salute, con i compiti di coordinamento del sistema di assistenza medica d'urgenza e dei programmi strategici del ministero.

### Capo del Dipartimento per le situazioni di urgenza
Il 20 gennaio 2014 sui Monti Apuseni si verificò un incidente aereo che causò la morte di due persone e che scosse profondamente l'opinione pubblica nazionale. Il velivolo trasportava un'équipe medica da Bucarest ad Oradea nel nord-ovest del paese, dove avrebbe dovuto effettuare un'operazione di traspianto di organi. Le operazioni di soccorso, caratterizzate da profondi ritardi, si protrassero per ore ed evidenziarono gravi carenze nella gestione delle situazioni di urgenza, che misero in imbarazzo il ministero degli interni e costrinsero il ministro Radu Stroe (PNL) alle dimissioni. Al fine di evitare il ripetersi di simili situazioni, il 29 gennaio il primo ministro Ponta creò una nuova struttura in seno al ministero, il Dipartimento per le situazioni di urgenza (DSU, in rumeno Departamentul pentru Situații de Urgență), che si assumeva il compito di gestire il coordinamento unificato dell'Ispettorato per le situazioni di urgenza, dell'Ispettorato generale per l'aviazione e le funzioni operative delle ambulanze, dei vigili del fuoco e delle unità di pronto intervento. Al fine di evitare polemiche relative alla politicizzazione dell'istituzione, Ponta ne affidò la conduzione ad Arafat, considerato una figura indipendente di grande esperienza e spessore.
Il 30 ottobre 2015 avvenne l'incendio alla discoteca Colectiv di Bucarest, in cui 64 persone persero la vita a causa del mancato rispetto delle norme anti-incendio. L'evento segnò l'inizio di una serie di proteste spontanee di piazza che portarono alle dimissioni di Ponta e alla nomina di un governo tecnico presieduto da Dacian Cioloș. Arafat coordinò personalmente le operazioni di salvataggio e di spegnimento dell'incendio sul luogo della tragedia, sostenendo che tutte le unità coinvolte non avessero compiuto errori e avessero correttamente fatto fronte all'emergenza. Pur considerata la sua vicinanza professionale a Victor Ponta, nonostante le dimensioni della recente tragedia e i dubbi espressi da alcuni osservatori sulla sua gestione, Arafat fu riconfermato anche nel successivo governo Cioloș.
Malgrado l'emergere di qualche incomprensione, Arafat rimase a capo della DSU anche durante i successivi governi PSD di Grindeanu e Tudose. Nel giugno 2017 Arafat dichiarò che il ministro della salute Florian Bodog (PSD) stesse volontariamente ritardando l'acquisto di nuove ambulanze per carenza di fondi e che tale situazione metteva a rischio la vita dei romeni. Il premier Sorin Grindeanu, in ogni caso, promise l'acquisto dei mezzi entro la fine dell'anno. Il 30 giugno 2017, in seguito ad un incidente aereo nel distretto di Argeș che costò la vita a tre militari, il nuovo premier Mihai Tudose criticò Arafat poiché gli elicotteri a disposizione dello SMURD non erano abilitati per le operazioni di soccorso in notturna.
Nel contesto dell'esplosione della pandemia di COVID-19 del 2020 in Romania, fu una delle più autorevoli voci del paese, mettendo in guardia i cittadini sui rischi del virus. In seno al comitato per le situazioni d'urgenza collaborò strettamente con i rappresentanti delle altre istituzioni e fu uno dei principali fautori delle misure di confinamento messe in atto dal governo Orban a partire dal marzo 2020. Fu, parimenti, uno strenuto sostenitore della necessità di mantenere il distanziamento sociale e rispettare le regole di igiene per poter contrastare l'evolversi della pandemia.

## Critiche

### Carenza nella gestione dell'incendio del Colectiv
Nel marzo del 2016 un rapporto del governo sull'incendio alla discoteca Colectiv di Bucarest del 30 ottobre 2015 evidenziò gravi carenze nel coordinamento delle operazioni di soccorso, l'esistenza di azioni improvvisate e di prestazioni sotto la media da parte del DSU. Arafat rigettò le critiche, ribattendo punto su punto, con un documento all'indirizzo del primo ministro Cioloș, rimarcando che tali osservazioni non erano corrispondenti alla realtà, poiché quella sera erano state rispettate tutte le procedure legali in vigore, compreso quanto previsto dal piano del codice rosso di pronto intervento.

## Premi e riconoscimenti
Grazie alle sue attività di volontariato a livello locale, nel 1995 gli fu conferito il titolo Pro urbe da parte del consiglio comunale di Târgu Mureș. Nel 2003 fu premiato dalla prefettura del distretto di Mureș con la Spilla di Suseni.
In virtù dei suoi risultati nel campo della medicina d'urgenza, nel 2003 fu nominato cavaliere dell'Ordine nazionale al merito dal presidente della repubblica Ion Iliescu e, nel 2005, ottenne il titolo di ufficiale dello stesso ordine dal nuovo presidente Traian Băsescu. La cerimonia si svolse nella sera del 31 dicembre 2005, in occasione dei festeggiamenti di capodanno organizzati dal comune di Bucarest nella centrale Piazza dell'università. Arafat fu pubblicamente ringraziato per l'impegno profuso nelle operazioni di salvataggio durante le inondazioni che avevano flagellato il paese nel corso dell'anno.
Nel 2012, nel contesto del congresso internazionale di medicina d'urgenza di Dublino, fu nominato membro d'onore dell'Accademia americana di medicina d'urgenza (AAEM). Nello stesso anno ottenne il premio "Paul P. Harris" conferito dalla fondazione Rotary International.
Nel 2013 l'ex monarca Michele I e la figlia, la principessa Margherita, lo decorarono dell'onorificenza regale Nihil sine Deo nel corso di una cerimonia svoltasi al castello di Peleș di Sinaia, antica residenza dei reali di Romania. Sempre nel 2013 ricevette dall'ambasciatore francese a Bucarest Philippe Gustin, in nome del presidente della repubblica François Hollande, il titolo di cavaliere della Legion d'Onore, in ragione degli sforzi per il miglioramento della medicina d'urgenza in Romania.
Nel 2014 gli furono assegnati la Targa d'onore dal Ministero degli affari interni (Romania) e l'Eagle award da parte della Società medica di New York. Nel 2015 vinse l'Emergency Medicine Founders Award organizzato dall'Accademia americana di medicina d'urgenza e dall'Accademia mediterranea di medicina d'urgenza.
Nel 2016 fu decorato dal presidente della Repubblica moldava Nicolae Timofti con l'Ordine d'onore (Moldavia), in segno di ringraziamento per lo sviluppo delle relazioni transfrontaliere e per gli sforzi dimostrati per l'implementazione di un servizio di medicina d'urgenza anche in Moldavia.

## Pubblicazioni
Autore di numerosi articoli e saggi nel campo della medicina, fu curatore, autore o coautore anche dei seguenti manuali, volumi e documenti:
- (RO) Ghid Practic de Medicină de Urgenţă Prespitalicească, Ed. Libra, 1995.
- (RO) Medicină Intensivă, 1999.
- (RO) Elemente de Toxicologie Clinică, Târgu Mureș, Tipografia Cromatic, 2003.
- (EN) Prehospital Trauma Care Systems, Organizzazione Mondiale della Sanità, 2005.
- (EN) A practical tool for the preparation of a hospital crisis preparedness plan,with special focus on pandemic influenza, Organizzazione Mondiale della Sanità, 2006.
- (EN) Emergency Medical Services Systems in the European Union, Organizzazione Mondiale della Sanità, 2008.
- (RO) Manual de Prim Ajutor Calificat, 2009.
- (EN) Strengthening Care for the Injured: Success Stories and Lessons Learned from around the world, Organizzazione Mondiale della Sanità, 2010.
- (EN) A Multinational Telemedicine Systems for Disaster Response: Opportunities and Challenges, Editura IOS Press Olanda, 2017.
- (FR) Manuel de Medecine de Catastrophe, Parigi, Lavoisier, 2017.